# ماريو بيني
ماريو بيني (بالإسبانية: Mario Pini)‏ هو لاعب كرة قدم أوروغواياني في مركز الدفاع، ولد في 25 أكتوبر 1938 في فراي بنتوس ‏ في الأوروغواي، وتوفي في 17 أبريل 2021. شارك مع منتخب كاتالونيا لكرة القدم. أما مع النوادي، فقد لعب مع ريال بلد الوليد وريال مايوركا.